# ادوالدو
ادوالدو (انگلیسی: Advaldo؛ زادهٔ ۱۵ ژوئن ۱۹۸۶) بازیکن فوتبال اهل برزیل است.
از باشگاه‌هایی که در آن بازی کرده‌است می‌توان به باشگاه فوتبال سان خوزه، باشگاه ورزشی ویتوریا، و باشگاه فوتبال فلامینگو اشاره کرد.